# 嘉悦朗
嘉悦 朗（かえつ あきら、1955年8月5日 - ）は日本の実業家。元・横浜マリノス株式会社代表取締役社長、元・Jリーグ理事。

## 人物・経歴
熊本県出身。1974年熊本県立熊本高等学校卒業。1979年一橋大学商学部卒業、日産自動車株式会社入社。日産自動車では入社以来20年間人事部門を担当した。1988年経営アカデミー人事労務コース修了。1999年カルロス・ゴーン社長による「日産リバイバルプラン」の下で、組織及び意思決定プロセス改革を担当する経営トップ直結の第9クロス・ファンクショナル・チーム・パイロットに就任。2000年4月から人事部主管、2001年4月から組織開発部主管、2002年4月から理事として社内改革にあたった。
2006年4月には最年少で日産自動車株式会社執行役員に就任。V-up推進・支援チーム、効率化推進・支援チーム、秘書室担当。2006年4月執行役員V-up推進・支援チーム、効率化推進・支援チーム担当、2008年執行役員HQファシリティマネージメント部、V-up推進・支援チーム、G&Aブレークスルーサポートチーム、G&Aブレークスルージャパンプロジェクトマネージメントオフィス担当、2009年3月執行役員HQファシリティマネージメント部担当。
2002年から横浜マリノス社長就任を希望していたが、日産自動車での本社移転プロジェクトリーダーの仕事に一区切りついたのを受け、2009年7月に日産自動車執行役員兼務のまま、横浜マリノス株式会社代表取締役社長代行に就任。2010年2月からは横浜マリノス株式会社代表取締役社長に就き、横浜F・マリノスの再建にあたった。親会社への依存を減らし、入場料収入増加や、グッズ販売のPDCAサイクル強化、サッカースクール経営への日産V-upプログラム導入などによる収益拡大に力を入れ、2013年度には5年ぶりの黒字を達成した。2014年にはプレミアリーグマンチェスター・シティFCを有するシティ・フットボール・グループとパートナーシップ協定を結び、出資を受けた。
2015年に60歳を迎えたことで後進に道を譲る意思を固め、2015年12月31日をもって横浜マリノス株式会社代表取締役社長を退任。社長代行時代も含めて、社長在任期間6年5ヶ月は歴代最長であった。なお、Jリーグ理事についてもマリノス社長退任と同じタイミングで退任した。